# Последняя трансляция
«Последняя трансляция» — американский независимый псевдодокументальный фильм 1997 года, рассказывающий о расследовании загадочного убийства, предположительно связанного с потусторонними силами. Авторы фильма Стефан Авалос и Ланс Вейлер сняли его полностью цифровым способом, без использования киноплёнки и при минимальном бюджете (фильм входит в число самых дешёвых в истории). 
Несмотря на новаторский характер фильма, в целом он остался в тени вышедшего в 1999 году псевдодокументального фильма ужасов «Ведьма из Блэр: Курсовая с того света», который во многом использовал те же приёмы, что и «Последняя трансляция». Вместе с тем, в отличие от «Ведьмы из Блэр», в центре «Последней трансляции» — не только загадочный случай, заснятый на любительскую камеру, но и размышления о влиянии новых информационных технологий на интерпретацию событий.

## История
Фильм был закончен и впервые показан узкому кругу зрителей в 1997 году. В 1998 году Авалос и Вейлер посетили кинофестиваль «Сандэнс», однако там показ так и не состоялся. На фестивале режиссёры раздавали листовки с объявлением о пропавшей съёмочной группе; они также создали фиктивный веб-сайт с рассказом о событиях с Пайн Барренс. Те же маркетинговые ходы через год использовали создатели фильма «Ведьма из Блэр». Позже Ланс Вейлер отмечал в интервью, что успех «Ведьмы из Блэр» отчасти стимулировал и всплеск интереса к их фильму.
Поскольку фильм был снят не на киноплёнку, а Авалос и Вейлер не имели средств на печать кинокопий, они решили пойти другим путём и демонстрировали фильм на фестивалях, привозя с собой цифровой проектор. 23 октября 1998 года фильм был выпущен в прокат в нескольких кинотеатрах США. В 1999 году он показывался в кинотеатрах Европы в рамках «International Electronic Cinema Tour». Фильм также демонстрировался в рамках программы цифрового кино Каннского кинофестиваля 1999 года.
В ноябре 1999 года фильм вышел на VHS и DVD. В 2006 году состоялся новый выпуск на DVD, осуществлённый «Heretic Films».

## Сюжет
Основная часть фильма представлена как документальный фильм-расследование Дэвида Ли, который комментирует происходящее в кадре и за кадром. Этот фильм состоит из интервью Дэвида с разными людьми, а также архивных съёмок. Речь в фильме идёт об убийстве, произошедшем в декабре 1995 года в лесистой местности Пайн Барренс, куда группа из четырёх человек направилась, чтобы сделать трансляцию для передачи «Правда или вымысел?». Единственным оставшимся в живых был Джим Сьюэрд, которого и обвинили в убийстве остальных трёх человек и осудили; позже, в начале 1997 года, он был найден в камере мёртвым.
Телешоу о паранормальных явлениях «Правда или вымысел?», выходившее на кабельном канале, к концу 1995 года стало терять популярность и оказалось на грани закрытия. Для привлечения интереса ведущие программы Стивен Авкаст и Локус Вилер завели IRC-чат, посвящённый передаче. Одним из предложений, высказанных зрителями («каким-то парнем с именем на букву Д», по воспоминаниям Авкаста), было сделать сюжет о «дьяволе из Джерси». Авкаст и Вилер решили устроить трансляцию с места съёмок, пригласив с собой специалиста по звукозаписи Рейна Клакина и медиума Джима Сьюэрда, обладающего экстрасенсорными способностями. Как показывает их сохранившаяся запись, они прибыли в Пайн Барренс и остановились на месте, указанном Сьюэрдом, а ночью собирались делать основной репортаж. Однако утром Сьюэрд сообщил о пропаже троих коллег, двое из которых были найдены в нескольких милях от лагеря зверски убитыми, а тело одного так и не было обнаружено (хотя по следам крови было понятно, что он не мог выжить). Поскольку других подозреваемых не было, Сьюэрд был осуждён, несмотря на то, что он утверждал, что всю ночь находился один в палатке в IRC-чате.
Далее Дэвид Ли сообщает, что после необъяснимой смерти Сьюэрда в камере он получил посылку с плёнкой, которая оказалась продолжением сохранившихся записей группы в ночь убийства. На плёнке видно, что Авкаст с фонарём уходит осматривать местность, позже Вилер и Клакин ищут его и обнаруживают следы крови. По времени записи становится ясно, что Сьюэрд не мог быть убийцей. На плёнке имеются также кадры, изображение на которых может быть лицом убийцы. Дэвид Ли нанимает специалиста по восстановлению изображения Шелли Монарк, чтобы попробовать установить убийцу. Когда Шелли сообщает, что лицо убийцы почти проявилось, Дэвид приходит к ней. В этот момент на компьютере Шелли видно, что лицо убийцы на записи — это лицо самого Дэвида Ли. Он набрасывается на Шелли и душит её.
Концовка фильма снята уже не «псевдодокументальной» камерой Дэвида, а стандартным образом. Показано, что Дэвид заворачивает труп Шелли в плёнку, грузит в машину и везёт в Пайн Барренс. На месте, где примерно два года назад произошли убийства, Дэвид достаёт свою камеру и начинает сбивчивый репортаж о происходящем.

## В ролях
- Дэвид Берд — Дэвид Ли, режиссёр
- Джеймс Сьюард — Джим Сьюэрд, осуждённый за убийство
- Стефан Авалос — Стивен Авкаст, ведущий телепрограммы
- Ланс Вейлер — Локус Вилер, соведущий телепрограммы
- Рейн Клабберс — Рейн Клакин, звукорежиссёр
- Мишель Пуласки — Мишель (Шелли) Монарк, специалист по восстановлению данных
- А. Д. Розо — Энтони Рози, основной следователь по делу об убийстве
- Дэйл Ворсталл — доктор Дейл Орсталл, психолог, врач Сьюарда

## Ремейк
В 2010 году стало известно, что режиссёр Джон Стивенсон намерен сделать ремейк фильма в формате 3D. Первоначально речь шла об анимационной версии, однако затем сообщалось о фильме обычного формата, причём Джеймс Сьюард и Мишель Пуласки должны были выступить в тех же ролях, что в оригинальной версии. Однако в конце 2011 года режиссёр сообщил, что переключился на другие проекты, так что работа над ремейком оказалась отложена на неопределённый срок.